# Alliant Techsystems
A Alliant Techsystems Inc. (ATK), foi uma das maiores companhias estadunidenses que atuam nas áreas de
sistemas de defesa e aeroespacial.
Em 2010, a empresa tinha mais de 18.000 empregados em todo o Mundo, e um lucro líquido de cerca de US$ 4,8 bilhões.
Anteriormente sediada em Minneapolis, Minnesota, posteriormente passou a ser localizada em Arlington, Virgínia.
Em 29 de abril de 2014, a ATK anunciou que iria desmembrar seu Grupo Esportivo e fundir seu Grupo Aeroespacial e de Defesa com a Orbital Sciences Corporation.
Com a cisão, o Grupo Esportivo deu origem a Vista Outdoor e, a concentração que levou à criação da Orbital ATK foi concluída em 9 de fevereiro de 2015; as duas empresas começaram a operar como entidades separadas em 20 de fevereiro de 2015.